# Челсі (футбольний клуб)
«Че́лсі» (англ. Chelsea F.C.; [ˈtʃɛlsiː]) — професійний англійський футбольний клуб із західного Лондона. З 1905 року виступає в англійській Прем'єр-лізі та провів більшу частину своєї історії у вищому дивізіоні англійського футболу. Один із клубів-засновників англійської Прем'єр-ліги 1992 року. «Челсі» шість разів ставав чемпіоном Англії, вісім разів вигравав Кубок Англії та п'ять разів Кубок Футбольної ліги. Також клуб досяг успіху на європейській арені, виграв двічі Лігу чемпіонів, Кубок володарів кубків УЄФА, Лігу Європи УЄФА та Суперкубок УЄФА. Є одним з п'ятьох команд, які виграли усі клубні турніри УЄФА, а також першими серед англійських клубів. Першими з лондонських клубів виграли Лігу чемпіонів УЄФА.
Першого великого успіху клуб досяг 1955 року, вигравши чемпіонат. Згодом став володарем кількох кубків Англії в 1960-х і 1970-х роках, але після цього не вигравав серйозних трофеїв аж до 1997 року. Минуле десятиліття було найуспішнішим періодом в історії «Челсі», коли він виграв два чемпіонські титули 2015, 2017 років.
Всупереч своїй назві, клуб розташований не в районі Челсі, а в сусідньому Фулемі. Домашній стадіон клубу, «Стемфорд Бридж», на якому він грає від моменту заснування, відкрито 1877 року, також розташовується там. Стадіон займає 11-те місце за місткістю в Англії, близько 41 тис. уболівальників. Власником клубу з 2 липня 2003 року був російський бізнесмен Роман Абрамович. Вболівальники «Челсі», у зв'язку з цим фактом, нерідко виконували пісню «Калинка» під час футбольних матчів.
У «Челсі» помітний також значний український слід. Свого часу там грав Андрій Шевченко, а 15 січня 2023 року клуб підписав молодого українського таланта Михайла Мудрика за 100 мільйонів євро (включно з бонусами). Цей трансфер став найдорожчим в історії українського футболу.
Основна форма — сині футболки та шорти з білими гетрами, подібна комбінація використовується з 1960-х років. Клубна емблема кілька разів видозмінювалася в спробах модернізації клубної символіки; поточна емблема, церемоніальний синій лев, що тримає посох, є модифікованою версією емблеми, вперше прийнятої 1953 року; цю версію емблеми затвердили 2005 року. Клуб посідає п'яте місце за відвідуваністю домашнього стадіону за весь час участі в англійській Прем'єр-лізі. Середня відвідуваність домашніх матчів у сезоні 2018/2019 склала 40 437 осіб, це восьме місце в Прем'єр-лізі.
Головним тренером є Енцо Мареска. Теперішній капітан клубу — Ріс Джеймс.
Поточним головним спонсором клубу є компанія «3».
2021 року «Форбс» оцінив клуб в $3,2 млрд.

## Історія

### Зародження «синіх»
Попри те, що в перші 50 років значних успіхів майже не було, клубу судилося дожити до славних часів з тієї миті коли одного разу осіннім недільним ранком 1904 року Генрі Огастес Мірс змінив свою думку. З усіх рішень, які вплинули на історію «Челсі», немає важливішого, ніж те, яке цей бізнесмен початку століття прийняв саме того дня.
Генрі Мірс був ентузіастом того виду спорту, який підкорив усю північ Британії, проте поки що не був так само популярний у столиці. На зламі століть Лондон не міг виставити жодної команди в Перший дивізіон футбольної ліги. Мірс знайшов відповідне для виступів футбольного клубу місце на території старого атлетичного комплексу в районі Стемфорд Бридж — вільна ділянка землі в західному Лондоні. Це було місце, яке він планував повністю переобладнати. Проте виникли непередбачені складнощі, а також вигідні пропозиції про придбання ділянки. Мірс був уже готовий продати землю і відмовитися від своєї спортивної мрії. Його товариш Фредерік Паркер, захоплений проєктом футбольного стадіону, спробував переконати його, проте одного доленосного недільного ранку Мірс сказав Паркеру, що він просто марнує час. Під час спільної прогулянки собака Мірса несподівано вкусив Паркера, викликавши в того кровотечу і сильний біль, проте потерпілого ця подія лише потішила. «Ти з біса добре переніс цей укус», — заявив Мірс, а потім запевнив свого товариша в тому, що відтепер довірятиме його судженням про інших. «Зустрінемося тут завтра о дев'ятій ранку і займемося ділом», — сказав він. Стемфорд Бридж знову ожив.
Проте спочатку замислювався зовсім не такий ФК «Челсі». Здавалося, що найкращий спортивний стадіон у Лондоні був недоречним на краю багатого Челсі, проте, як показала історія, Мірс зробив правильний вибір. Близькість до центру міста зробила це місце ідеальним для футболу.
Всупереч історії багатьох клубів Мірс вирішив створити команду для стадіону, а не навпаки. 10 березня 1905 року в пабі під назвою «Ніж м'ясника» відбулося засідання. Одне з питань порядку денного було про назву нового клубу. Варіанти «Стемфорд Бридж», «Кенсінгтон» і ФК «Лондон» відкинули. «Челсі» — ця назва була те, що треба, і тут почалася історія.
Член збірної Шотландії Джон Тейт Робертсон став першим тренером-гравцем, «Челсі» був укомплектований шанованими футболістами, і треба було знайти відповідну лігу. Південна ліга — природний вибір через розташування клубу, але вона недружньо налаштована щодо вискочок. Проте «Челсі» просто перевів погляд вище й вирушив просто у Футбольну лігу, що панувала на півночі.
29 травня 1905 року на щорічних загальних зборах Футбольної ліги клуб вибрали для участі у Другому дивізіоні. Паркер знову довів силу свого переконання, оскільки «Челсі» став першим в історії клубом, який потрапив у лігу, жодного разу не вдаривши по м'ячу.

### Ранні роки
Свій перший матч «Челсі» провів 2 вересня 1905 року і програв з рахунком 1-0 «Стокпорту» на виїзді. Але «синім» не знадобилося багато часу, щоб довести, що вони гідні виступати в лізі. Натовпи уболівальників приходили на «Стемфорд Бридж», а на матч проти «Манчестер Юнайтед» прийшло 67 000 глядачів.

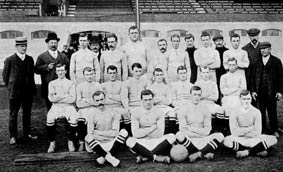
Перша команда Челсі у вересні 1905 року

У кінці другого сезону «Челсі» вийшов у Перший дивізіон. У ті дні на «Стемфорд Бридж» ходило набагато більше простих глядачів, ніж пристрасних уболівальників. Тоді закладено традицію виспівувати імена улюблених гравців.
Перший голкіпер «Челсі» був однією з найпомітніших фігур на полі. Гравець англійської збірної, він важив понад 300 фунтів. Віллі «Товстуна» Фулка найбільше не любили нападники супротивника і судді.
У другому сезоні у клуб прийшов Джордж Гілсдон, якого прозвали «Кулеметом». Він став першим нападником «синіх», якого обожнювали уболівальники. За шість сезонів він забив 107 голів. Його партнер в атаці Джиммі Вайндридж оформив перший хет-трик «Челсі» у першому домашньому матчі «синіх» проти «Галл Сіті», який завершився з рахунком 5-1.
Нільс Міддельбю, на прізвисько «великий данець», став першим іноземним гравцем. Він провів у клубі вісім років і користувався величезною популярністю серед уболівальників.
Вів'єн Вудворд був улюбленцем публіки та разом з Гілсдононом і Вайндриджем складав трійку нападників англійської збірної. Якщо їхньої майстерності недостатньо, то був ще й Боб Віттингем, який забив 80 голів у 129 матчах.
У цей період перед Першою світовою війною на стадіон приходило дуже багато уболівальників, хоча вони й не завжди були задоволені результатами команди. У цей період «Челсі» встиг один раз вилетіти у Другий дивізіон. Сині дуже швидко змогли повернутися в Перший дивізіон, але вище за восьме місце їм піднятися не вдалося. Перша Світова війна втрутилась у всі сфери життя, перші місяці воєнного конфлікту «Челсі» встиг досягти першого фіналу Кубку Англії. Фінал 1915 року проходив у Манчестері, на стадіоні «Олд Траффорд». Через обставини, що склалися, для вболівальників «Челсі» виявилося неможливим туди вирушити. Супротивник «синіх» «Шеффілд Юнайтед» розташовувався ближче до цього стадіону. Через велику кількість людей у військовій уніформі, що були серед йоркширських уболівальників, матч охрестили «фіналом кольору хакі». «Челсі» програв із рахунком 0-3.

### Між двома війнами
У 20-х роках минулого століття завдяки Кубку Англії та «Челсі», «Стемфорд Бридж» пережили кілька знаменних моментів. Попри те, що Мірс помер ще 1912 року, його задуми відносно стадіону втілили, коли на ньому відбулися три фінали Кубку в роки, що безпосередньо передували відкриттю стадіону «Вемблі» 1923 року.
«Челсі» мало не став учасником фіналу 1920 року програвши «Астон Віллі» з рахунком 1:3 у півфіналі.
Попри те, що 20-ті роки розпочалися з того, що команда зайняла найвище для себе місце — третє в Першому дивізіоні услід за «Вест-Бромвічем» і «Дербі», те десятиліття виявилось, можливо, найнепримітнішим в історії клубу.
Після закінчення сезону 1922/23 перед керівництвом «Челсі» встало безліч питань. Завдяки відсутності фінансування клуб перебував у скруті. Керівництво пішло на те, щоб проводити на стадіоні «Британські Легкоатлетичні ігри». 1924 року команда залишила вищий дивізіон, а повернутися зуміла лише у кінці сезону 1929—1930 рр.
Ознакою нічим не видатного періоду було й те, що обидва улюблені гравці були лівими захисниками — в середині десятиліття гравець збірної Англії Джек Герроу, відігравши за клуб 333 матчі, поступився місцем шотландській зірці Томмі Лоу.
Пройшовши через страхіття війни та зіткнувшись з економічною кризою лондонці потребували розваг і видовищ в умовах обмеженого вільного часу. Відвідуваність «Бридж» продовжувала зростати та досягла свого максимуму в жовтневу суботу 1935 року, коли 82905 глядачів зібралися на трибунах, щоб спостерігати за грою проти «Арсеналу». Ця цифра стала найбільшою також і в історії англійських футбольних чемпіонатів.
Було трохи дивно, що в лондонському дербі зійшлися ці дві команди. «Арсенал» тоді створив першу велику лондонську команду, яка на початку 30-х виграла чотири чемпіонати з п'яти.
Довгий час «Челсі» було не під силу змагатися з місцевими суперниками. Не відчуваючи жодних фінансових труднощів від моменту свого народження, в 30-х роках клуб витрачався з розмахом. Продовжуючи підтримувати тісні зв'язки з північними сусідами, клуб за величезні гроші купив трьох нападників збірної Шотландії — Алека Чейна, Алека Джексона та Г'ю Галлахера.
Маючи невеликий зріст, Галлахер був головною зіркою на полі. «Челсі» перехопив його у «Ньюкасла» за рекордну для клубу суму в 10 тисяч фунтів стерлінгів.
Відвідувачі «Стемфорд Бридж», які шість років поспіль — найтриваліший період в історії клубу, який він провів поза вищим дивізіоном, — «насолоджувалися» футболом Другого дивізіону вперше змогли належним чином оцінити блискучу лінію нападу під час перемоги над «Манчестер Юнайтед» з рахунком 6:2. Надії були великі, проте очікування не виправдалися.
До Різдва «Бірмінгем» і «Дербі» відправили до воріт «Челсі» по шість м'ячів. «Арсенал» на «Бриджі» забив п'ять голів. Як наслідок, завершення сезону у нижній частині турнірної таблиці стало звичною справою. Це було великим розчаруванням.
Участь у Кубку Англії 1932 року поліпшила настрій: «Челсі» втретє у своїй історії досяг півфіналу. За іронією долі для Галлахера це був матч проти «Ньюкасла». Маленький форвард забив своїй колишній команді, проте «Челсі» програв із рахунком 1:2. У наступному сезоні команда фінішувала на 18 місці з 22-х.
Два доблесні захисники, Джек Герроу і Томмі Лоу упродовж чверті століття забезпечували якісну гру на лівому краю оборони, проте цього було недостатньо.
Деякі із зірок пропускали надто багато тренувань і погано діяли у багатьох матчах. 81 гол у 144 матчах був добрим результатом для Галлахера, проте, він запам'ятався і недисциплінованістю, і примхливим характером. Провівши в «Челсі» чотири сезони, він знову повернувся на північ.
У той час, коли Лондон стояв на порозі війни, «Челсі» не міг підняти дух уболівальників. Воротареві збірної Англії Віку Вудлі часто доводилося рятувати команду від вильоту, загроза якого посилювала смуток.

### Перше чемпіонство. Кінець XX століття
Череда невдач була остаточно зруйнована тренером Тедом Дрейком, який вніс ряд змін в структуру клубу і привів «Челсі» до першого чемпіонства в сезоні 1954/1955 років. Він викорінив в «Челсі» останні ознаки аматорства.
Дрейк прибрав «Пенсіонера Челсі» з клубної емблеми та вигнав прізвисько «пенсіонери», яке прилипло до клубу незабаром після його заснування. «Челсі» також отримав право брати участь у першому розіграші Кубка європейських чемпіонів, але Футбольна ліга відхилила запит «Челсі» про участь у розіграші посилаючись на завантажений графік англійського чемпіонату.
У 1960-ті роки у складі «Челсі» з'явилися молоді талановиті футболісти під керівництвом тренера Томмі Дохерті. Протягом десятиліття вони претендували на різні титули, але зазнали поразки в фіналах. Вони були за крок від Кубка Футбольної ліги та інших нагород у сезоні 1964/65, але зазнали невдачі.
У трьох сезонах поспіль вони були переможені в трьох важливих півфінальних зустрічах і вилітали з розіграшу кубка. У 1970 році «Челсі» виграли Кубок Футбольної асоціації, перемігши у фіналі Лідс Юнайтед. У наступному році команда завоювала свій перший європейський трофей, Кубок володарів кубків УЄФА, цього разу обігравши «Реал Мадрид» в Афінах.
Наприкінці 1970-х — початку 1980-х років був дуже бурхливий період для «Челсі». Амбітні плани реконструкції «Стемфорд Бридж» поставили під загрозу фінансову стабільність клубу, керівництво клубу вирішило перебудувати стадіон, щоб він вміщував 60000 глядачів.
У 1982 році становище клубу стало критичним, коли гравці залишилися без зарплати, а банк відмовлявся переводити в готівку чеки клубу. У клуб був запрошений бізнесмен Кен Бейтс, який до цього працював з маленькими клубами на півночі. Бейтс викупив клуб за номінальну суму — один фунт стерлінгів. Коли клуб збанкрутував, власники вирішили продати «Стемфорд Бридж» будівельної компанії для того, щоб розплатитися з боргами. Це рішення призвело до того, що команда втратила стадіон і мусила тренуватися разом з «Фулгемом» і «Квінз Парк Рейнджерс», а на місці стадіону мали з'явитися магазини або житлові будинки.
Сезон 1982/83 не став вдалим для «синіх» — вони ледь не вилетіли в Третій дивізіон, що могло б стати для клубу фатальним. Нічия в останньому домашньому матчі дозволила «Челсі» залишитися у Другому дивізіоні. Але в 1983 році тренер Джон Ніл зібрав хороший склад з мінімальними витратами. «Челсі» виграв Другий дивізіон в сезоні 1983/84 і вийшов в Перший дивізіон, де перебував до повторного вильоту в 1988 році. Клуб повернувся в еліту вже через рік, вигравши чемпіонський титул Другого дивізіону в сезоні 1988/89.
Важка і дорога боротьба президента клубу Кена Бейтса з будівельною компанією за повернення команді власного стадіону тривала 10 років і увінчалася успіхом в 1992 році.
У 1993 році тренерське крісло зайняв Гленн Годдл. Відразу ж рівень клубу почав підвищуватися, а якість гри «Челсі» — удосконалюватися, спершу потроху, проте потім був набраний такий темп, що наприкінці першого сезону під керівництвом Годдла команда потрапила у фінал Кубка Англії сезону 1993/1994.
Влітку 1996 року, Гулліт став гравцем-тренером. Використовуючи свої знання та зв'язки в європейському футболі, Гулліт привів у команду знаменитого італійського нападника Джанлуку Віаллі, за яким пішов півзахисник збірної Італії Роберто Ді Маттео і французький ліберо Франк Лебеф. Джанфранко Дзола — ще одна зірка Серії А — був придбаний кількома місяцями пізніше. До фіналу Кубка Англії 1997 року «Челсі» виявився готовий. У фіналі був обіграний «Мідлсбро» з рахунком 2:0.

### Епоха Романа Абрамовича
2 червня 2003 Кен Бейтс продав «Челсі» російському мільярдерові Роману Абрамовичу за 140 млн фунтів, що стало найбільшою у світі сумою за купівлю англійського футбольного клубу. Понад 100 млн фунтів стерлінгів витратили на нових гравців, але Раньєрі не зміг здобути жодного трофея, тому був замінений на португальського тренера Жозе Моурінью. У першому ж сезоні під керівництвом португальця «Челсі» став чемпіоном Англії, набравши рекордну кількість очок (95). Крім цього, в дебютний сезон Моурінью виграв Кубок ліги обігравши в фіналі «Ліверпуль». У Лізі чемпіонів «Челсі» дійшов до півфіналу, проте поступився за сумою двох матчів тому ж «Ліверпулю», який у підсумку і завоював почесний трофей. Новий сезон «пенсіонери» почали з перемоги в Суперкубку Англії, в принциповому матчі зламавши опір «Арсеналу». Сезон 2005/2006 знову став чемпіонським для «Челсі», проте в Лізі чемпіонів команда виступила невдало, вилетівши вже на стадії 1/8 фіналу, знову поступившись майбутньому переможцю турніру «Барселоні». Під керівництвом Моурінью «Челсі» став п'ятим англійським клубом з часів Другої світової війни, які захистили свій чемпіонський титул у сезоні (2005/2006).
Наступний сезон став найменш вдалим у лондонській кар'єрі Моурінью. Спочатку були поразки в національному Суперкубку від «Ліверпуля», згодом «Челсі» поступився титулом чемпіона «Манчестер Юнайтед», а в Лізі чемпіонів «сині» дійшли до півфіналу, проте і там програли «Ліверпулю». Єдиним трофеєм у сезоні стала перемога в Кубку Англії, завдяки голу Дідьє Дрогба «Челсі» здолав новоспеченого чемпіона «Манчестер Юнайтед». У серпні 2007 року «Челсі» знову не змогли здобути Суперкубок, у серії пенальті поступившись підопічним Алекса Фергюсона.
20 вересня 2007 року футбольний клуб «Челсі» і Жозе Моурінью вирішили розійтися з обопільної згоди.
Головним тренером був призначений ізраїльський фахівець — Аврам Грант. «Челсі» вийшов у фінал Ліги Чемпіонів уперше у своїй історії, де зустрівся з «Манчестер Юнайтед». Це був перший в історії англійський фінал Ліги Чемпіонів. «Челсі» програв по пенальті 5:6. Уперше за останні чотири роки команда закінчила сезон без жодного трофея. Гранта відправили у відставку відразу після фіналу Ліги чемпіонів УЄФА.
12 червня 2008 року оголосили, що новим головним тренером стане Луїс Феліпе Сколарі. Але не виконавши свої завдання, поставлені керівництвом клубу, він був звільнений з поста головного тренера в лютому 2009 року.
До кінця сезону 2008/2009 очолити клуб запропонували Гусу Гіддінку, який паралельно тренував збірну Росії. У 2009 році «Челсі» під керівництвом Гіддінка виграв Кубок Футбольної асоціації, перемігши у фінальному матчі «Евертон» з рахунком 2:1.
У сезоні 2009/2010 клуб очолив Анчелотті, який провів один з найуспішніших сезонів у своїй історії. Лондонці вперше виграли «золотий дубль» (Чемпіонат і Кубок Англії), і встановили абсолютний рекорд за голами у Прем'єр-лізі за один сезон — 103 голи. Найкращим бомбардиром сезону став Дідьє Дроґба, який вразив ворота суперників 37 разів.
Після успішно проведеного попереднього сезону, команда Анчелотті все так само потужно стартувала на початку нового сезону 2010/2011. Однак ряд невдач до середини сезону опустив команду на друге місце, яке в підсумку так і залишилося за «синіми». «Челсі» не виграв нічого, а Карло Анчелотті був звільнений після першого ж невдалого сезону в Англії. Кращим бомбардиром цього розіграшу став французький форвард Ніколя Анелька (16 голів).
У сезоні 2011/2012 новий тренер «синіх» Андре Віллаш-Боаш повністю провалив початок і середину сезону, за що згодом і був звільнений з клубу. Справа клубу у свої руки після відставки португальського фахівця взяв на себе його помічник Роберто Ді Маттео, який привів свій колектив до титулів: «Челсі» вперше в історії виграв Лігу чемпіонів та став володарем Кубка Англії.

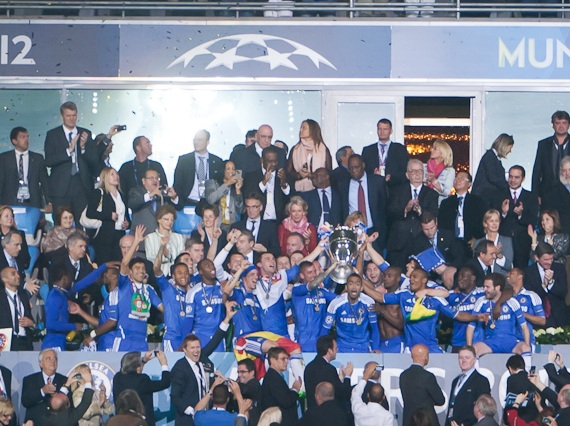
Гравці «Челсі» святкують перемогу в Лізі чемпіонів УЄФА. 19 травня 2012 року.

Роберто Ді Маттео після успішного сезону продовжив тренувати команду, однак незадовільні результати на старті турніру, поразку у фіналі Суперкубка Англії та Суперкубка Європи змусили керівництво «синіх» піти на крайні заходи — італієць був звільнений, а на його місце був запрошений Рафаель Бенітес, який уклав з лондонської командою короткострокову угоду, розраховану до кінця сезону. За підсумками сезону іспанець зумів привести «Челсі» до перемоги в Лізі Європи.
3 червня 2013 року головним тренером «Челсі» знову був призначений Жозе Моурінью, який підписав з клубом чотирирічний контракт. Сезон 2013/2014 закінчився для команди без трофеїв: «сині» посіли третє місце в чемпіонаті та дійшли до півфіналу Ліги Чемпіонів. У сезоні 2014/2015 тренер разом з клубом виграв Чемпіонат Англії. Але у наступному сезоні «Челсі» спускалося вниз по таблиці. Торішні головні гравці не показували результату. Але шанс з'явився у Вілліана та Аспілікуети. Ці два гравці показували найкращі результати.17 грудня 2015 року Жозе Моурінью, був звільнений з посади головного тренера клубу. На його місце прийшов Гус Гіддінк, який і виконував обов'язки тренера до кінця сезону.
Сезон 2016/2017 став 102-м сезоном для «Челсі» в чемпіонаті Англії. Також вперше з сезону 1996/1997 «Челсі» не бере участі в змаганнях під егідою УЄФА. 4 квітня 2016 головним тренером був призначений Антоніо Конте, який приступив до своїх обов'язків відразу після закінчення ЄВРО-2016. 15 серпня Конте дебютував на посаді головного тренера «Челсі», перегравши з рахунком 2:1 «Вест Гем Юнайтед». У листопаді «Челсі» здобув чотири перемоги поспіль, здолавши «Евертон» — 5:0, «Мідлсбро» — 1:0, «Тоттенгем Готспур» — 2:1 і «Манчестер Сіті» — 3:1. Нападник «Челсі» Дієго Коста був визнаний кращим гравцем листопада в англійській Прем'єр-лізі, а кращим тренером став наставник лондонців Антоніо Конте. Нападник «Челсі» Педро Родрігес був визнаний автором найкрасивішого голу в листопаді. «Челсі» обіграв «Крістал Пелес» в матчі 17-го туру чемпіонату Англії (1:0). Здобувши 11-ту перемогу поспіль в АПЛ, лондонський клуб повторив клубний рекорд, встановлений у вересні 2009 року. У матчі 20-го туру англійської Прем'єр-ліги Тоттенгем Готспур перервав переможну серію «Челсі» в АПЛ. До цієї зустрічі підопічні Антоніо Конте виграли 13 матчів ліги поспіль. Зустріч завершилася перемогою господарів із рахунком 2:0,обидва голи на свій рахунок записав півзахисник Деле Аллі. У поєдинку 37-го туру Сині на виїзді завдяки єдиному голу Міші Батшуаї змогли обіграти Вест-Бромвіч Альбіон (1:0).Завдяки цій перемозі, Челсі за два тури до фінішу зміг оформити чемпіонський титул, тому як відрив команди Антоніо Конте від Тоттенгема, який займав друге місце в турнірній таблиці, становив 10 очок, що для Шпор при трьох матчах, які їм залишались провести до завершення сезону, було неможливо.
18 липня 2017 року Конте підписав новий контракт з лондонським клубом на два роки. У Суперкубку Англії Челсі програв матч «Арсеналу» в серії пенальті з рахунком 4:1 після завершення основного часу матчу з рахунком 1:1. Це була перша серія пенальті в Англії, яку пробивали за експериментальною схемою ABBA.
Після початку повномасштабної війни Росії проти України у 2022 році, Роман Абрамович продав клуб за 2,5 мільярда фунтів. Новим власником став консорціум, до якого увійшли американські бізнесмени Тодд Боелі, Марк Волтер, а також швейцарець Гансйорг Вісс.

## Стадіон

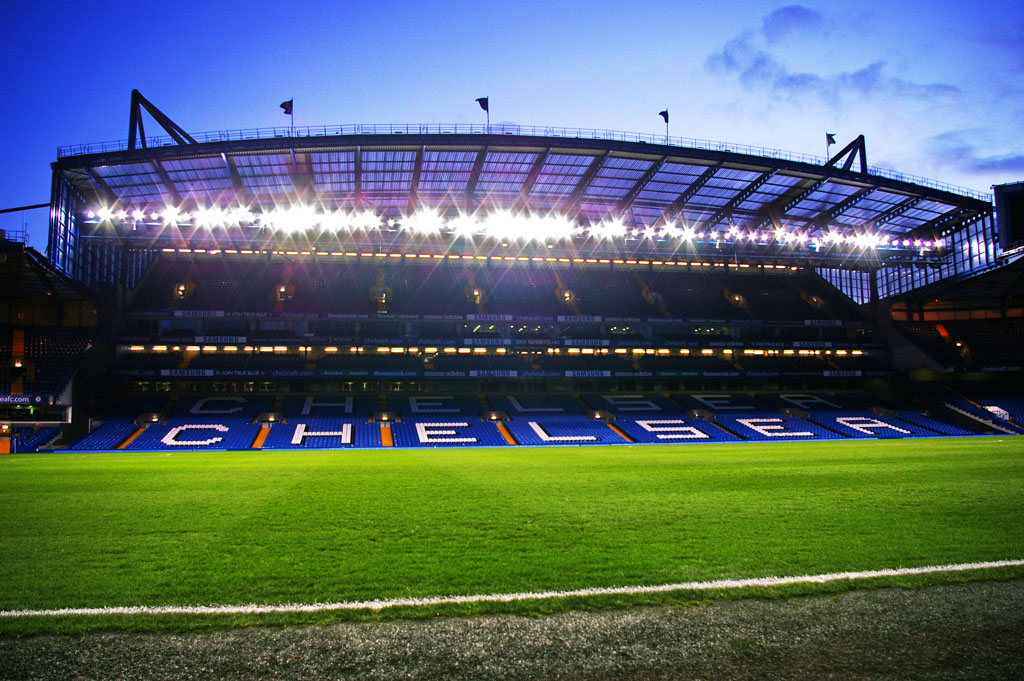
Стемфорд Бридж, Західна трибуна

Стадіон футбольного клубу «Челсі» називається «Стемфорд Бридж». Офіційне відкриття стадіону «Стемфорд Бридж» 28 квітня відбулося 1877 року. Автором проєкту споруди є відомий архітектор Арчибальд Лейтч, той самий, який створив «Гудісон Парк», «Олд-Траффорд» і ряд інших стадіонів. «Стемфорд Бридж» був побудований на місці стадіону «Лілль Бридж», відомого тим, що на ньому відбувся в 1873 році фінальний поєдинок Кубка Англії. Спочатку свого існування на «Стемфорд Бридж» була всього одна східна трибуна довжиною в 120 ярдів. Прийняти арена могла 5000 уболівальників. Решта трибуни були відкриті тільки після проведення значних будівельно-ремонтних робіт. На 2021 рік стадіон займає одинадцятий рядок у рейтингу найбільш містких стадіонів Великої Британії (вміщує 41 841 особа), по рейтингу УЄФА має 4 зірки.
Спочатку стадіон був запропонований футбольному клубу «Фулгем», але вони відмовилися від цієї пропозиції. У результаті у 1905 році на «Стемфорд Бридж» влаштувалася новостворена команда «Челсі». Протягом 25 років стадіон практично не реконструювався. Лише в 1930 році був побудований навіс над Південною Трибуною («Шед Енд»). Саме під цим навісом юрмилися найбільш віддані фани команди «Челсі».
Коли наприкінці 70-х років клуб збанкрутував, власники вирішили продати «Стемфорд Бридж» будівельній компанії для того, щоб розплатитися з боргами, але подальша важка боротьба за повернення стадіону увінчалася успіхом в 1992 році.
Тренувальна база «Челсі» знаходиться в Кобгемі, графство Суррей. «Челсі» переїхав в Кобгем у 2004 році. Попередня база знаходилася в Гарлінгтоні, яка з 2005 року належить «Квінз Парк Рейнджерс».

## Спонсори
Samsung став титульним спонсором «Челсі» 1 червня 2005 року, уклавши п'ятирічний контракт. Угоду підписали на стадіоні команди «Стемфорд Бридж» президент європейського підрозділу Samsung Ін Су Кім і виконавчий директор футбольного клубу Пітер Кеньон. Ця спонсорська угода стала найбільшою в історії «Челсі».
«Сині» підписали п'ятирічну угоду з виробником покришок для машин Yokohama. Згідно з угодою команда зі столиці Англії отримає протягом всього терміну його дії 200 мільйонів фунтів, тобто кожен сезон «Челсі» буде отримувати по 40 мільйонів фунтів.
У 2021 році офіційним партнером футбольного клубу також став бренд Parimatch.
| Період      | Постачальник форми |
| ----------- | ------------------ |
| 1968—1981   | Umbro              |
| 1981—1986   | Le Coq Sportif     |
| 1986—1987   | Chelsea Collection |
| 1987—2006   | Umbro              |
| 2006—2017   | Adidas             |
| З 2017 року | Nike               |

## Досягнення

### Національні
- Перший дивізіон/Прем'єр-ліга
  - Чемпіон (6): 1954/55, 2004/05, 2005/06, 2009/10, 2014/15, 2016/17
- Кубок Англії
  - Володар (8): 1969/70, 1996/97, 1999/00, 2006/07, 2008/09, 2009/10, 2011/12, 2017/18
- Кубок Ліги
  - Володар (5): 1964/65, 1997/98, 2004/05, 2006/07, 2014/15
- Суперкубок
  - Володар (4): 1955, 2000, 2005, 2009

### Міжнародні
- Ліга чемпіонів УЄФА
  - Володар (2): 2011/12, 2020/21
- Ліга Європи УЄФА
  - Володар (2): 2012/13, 2018/19
- Ліга конференцій УЄФА
  - Володар (1): 2024/25
- Кубок володарів кубків УЄФА
  - Володар (2): 1970/71, 1997/98
- Суперкубок УЄФА
  - Володар (2): 1998, 2021
- Клубний чемпіонат світу з футболу
  - Переможець (2): 2021, 2025

## Рекорди
Станом на 6 вересня 2021 року

### Командні рекорди
- Найбільша перемога в усіх змаганнях: 13:0 - проти «Женесс Отшараж», Кубок володарів кубків УЄФА, 29 вересня 1971 року.
- Найбільша перемога в Прем'єр-лізі:
  - 8:0 — проти «Віган Атлетик», 9 травня 2010 року.
  - 8:0 — проти «Астон Вілли», 24 грудня 2012 року.
- Найбільша кількість голів, забитих в одному сезоні: 103 голи в 38 матчах — Прем'єр-ліга, 2009/10.
- Найменша кількість пропущених голів в одному сезоні: 15 голів в 38 матчах — Прем'єр-ліга, 2004/05.
- Найбільше число «сухих» матчів за сезон: 34 в 59 матчах — Прем'єр-ліга, 2004/05.
- Найбільше число набраних очок в сезоні: 99, Другий дивізіон Футбольної ліги, 1988/89.
- Найдовша безпрограшна серія в домашніх матчах: 86 матчів, з 20 березня 2004 по 26 жовтня 2008 року.
- Найдовша переможна серія в чемпіонаті: 13 матчів, з 1 жовтня 2016 по 31 грудня 2016 року.
- Найбільша перемога в єврокубках за сумою двох матчів: 21:0 - проти «Женесс Отшараж», Кубок володарів кубків УЄФА, 29 вересня 1971 року.

### Рекорди гравців
- Найбільша кількість голів за всю історію клубу:211, Френк Лемпард, з 2001 по 2014 рік.
- Найбільша кількість голів в сезоні: 43 — Джиммі Грівз, Перший дивізіон, 1960/61.
- Найбільша кількість голів в одному матчі: 6 — Джордж Гілсдон, проти «Уорксоп Таун», Кубок Футбольної асоціації, 11 січня 1908 року.
- Найбільша кількість голів в чемпіонаті Англії за сезон: 41 — Джиммі Грівз, Перший дивізіон 1960/61.
- Найбільша кількість голів в Прем'єр-лізі: 147 — Френк Лемпард, з 2001 по 2014 рік.
- Найбільша кількість голів в одному сезоні Прем'єр-ліги: 29 — Дідьє Дрогба, 2009/10.
- Найбільша кількість голів в одному матчі Прем'єр-ліги:
  - 4, Джанлука Віаллі, проти «Барнслі», 24 серпня 1997.
  - 4, Джиммі Флойд Гассельбайнк, проти «Ковентрі Сіті», 21 жовтня 2000.
  - 4, Френк Лемпард, проти «Дербі Каунті», 12 березня 2008.
  - 4, Френк Лемпард, проти «Астон Вілли», 27 березня 2010 року.
- Найбільша кількість голів в єврокубках в одному матчі: 5 — Пітер Осгуд, проти «Женесс Отшараж», Кубок володарів кубків УЄФА, 29 вересня 1971 року.
- Найбільша кількість хет-триків: 13 — Джиммі Грівз, з 1957 по 1961 рік.
- Найбільша кількість забитих пенальті: 49 — Френк Лемпард, з 2001 по 2014 рік.

### Гравці з найбільшою кількістю матчів
| №  | Ім'я              | Період           | Матчі | Голи |
| -- | ----------------- | ---------------- | ----- | ---- |
| 1  | Рон Гарріс        | 1961—1980        | 795   | 14   |
| 2  | Пітер Бонетті     | 1959—1979        | 729   | 0    |
| 3  | Джон Террі        | 1998—2017        | 717   | 67   |
| 4  | Френк Лемпард     | 2001—2014        | 648   | 211  |
| 5  | Джон Голлінс      | 1963–75; 1983–84 | 592   | 64   |
| 6  | Сесар Аспілікуета | 2012—2023        | 508   | 17   |
| 7  | Петр Чех          | 2004—2015        | 494   | 0    |
| 8  | Денніс Вайз       | 1990—2001        | 445   | 76   |
| 9  | Стів Кларк        | 1987—1998        | 421   | 10   |
| 10 | Керрі Діксон      | 1983—1992        | 420   | 193  |

### Гравці з найбільшою кількістю голів
| №  | Ім'я           | Період           | Голи | Матчі |
| -- | -------------- | ---------------- | ---- | ----- |
| 1  | Френк Лемпард  | 2001—2014        | 211  | 648   |
| 2  | Боббі Темблінг | 1959—1970        | 202  | 370   |
| 3  | Керрі Діксон   | 1983—1992        | 193  | 420   |
| 4  | Дідьє Дрогба   | 2004—12; 2014—15 | 164  | 381   |
| 5  | Рой Бентлі     | 1948—1956        | 150  | 380   |
| 6  | Пітер Осгуд    | 1964–74; 1978–79 | 150  | 368   |
| 7  | Джиммі Грівз   | 1957—1961        | 132  | 169   |
| 8  | Джордж Міллс   | 1929—1943        | 125  | 239   |
| 9  | Еден Азар      | 2012-2019        | 110  | 352   |
| 10 | Джордж Гілсдон | 1906—1912        | 107  | 164   |

## Склад команди
Станом на 19 лютого 2025
| №  | Поз. | Нац.       | Гравець           |
| -- | ---- | ---------- | ----------------- |
| 1  | ВР   | Іспанія    | Роберт Санчес     |
| 3  | ЗХ   | Іспанія    | Марк Кукурелья    |
| 4  | ЗХ   | Англія     | Тосін Адарабіойо  |
| 5  | ЗХ   | Франція    | Бенуа Бадьяшиль   |
| 6  | ЗХ   | Англія     | Леві Колвілл      |
| 7  | НП   | Португалія | Педру Нету        |
| 8  | ПЗ   | Аргентина  | Енцо Фернандес    |
| 10 | НП   | Україна    | Михайло Мудрик    |
| 11 | НП   | Англія     | Ноні Мадуеке      |
| 12 | ВР   | Данія      | Філіп Йоргенсен   |
| 13 | ВР   | Англія     | Маркус Беттінеллі |
| 15 | НП   | Сенегал    | Ніколя Джексон    |
| 18 | НП   | Франція    | Крістофер Нкунку  |
| 19 | НП   | Англія     | Джейдон Санчо     |
| 20 | ПЗ   | Англія     | Коул Палмер       |

| №  | Поз. | Нац.      | Гравець              |
| -- | ---- | --------- | -------------------- |
| 22 | ПЗ   | Англія    | Кірнан Дьюзбері-Голл |
| 23 | ЗХ   | Англія    | Трево Чалоба         |
| 24 | ЗХ   | Англія    | Ріс Джеймс (капітан) |
| 25 | ПЗ   | Еквадор   | Мойсес Кайседо       |
| 27 | ЗХ   | Франція   | Мало Гюсто           |
| 29 | ЗХ   | Франція   | Веслі Фофана         |
| 30 | ЗХ   | Аргентина | Аарон Ансельміно     |
| 32 | НП   | Англія    | Тайрік Джордж        |
| 34 | ЗХ   | Англія    | Джош Ачімпонг        |
| 36 | НП   | Бразилія  | Дейвід Вашингтон     |
| 37 | ПЗ   | Англія    | Омарі Келліман       |
| 38 | НП   | Іспанія   | Марк Гію             |
| 39 | ПЗ   | Франція   | Матіс Амугу          |
| 45 | ПЗ   | Бельгія   | Ромео Лавія          |
| 47 | ВР   | Фінляндія | Лукас Бергстрем      |
| 64 | ЗХ   | Швеція    | Генесіс Антві        |

## Відомі гравці
Чемпіони світу
Наступні футболісти ставали чемпіонами світу, бувши гравцями «Челсі»:
- Пітер Бонетті — 1966
- Франк Лебеф — 1998
- Андре Шюррле — 2014
- Н'Голо Канте — 2018
- Олів'є Жіру — 2018

Чемпіони Європи
 Наступні футболісти ставали чемпіонами Європи, бувши гравцями «Челсі»: 
- Марсель Десаї — 2000
- Франк Лебеф — 2000
- Дідьє Дешам — 2000
- Хуан Мата — 2012
- Фернандо Торрес — 2012
- Емерсон — 2021
- Жоржиньйо — 2021

Володарі Кубка Америки
Наступні футболісти ставали володарями Кубка Америки, бувши гравцями «Челсі»:
- Алекс — 2007
- Вілліан — 2019

Володарі Кубка африканських націй
Наступні футболісти ставали володарями Кубка африканських націй, бувши гравцями «Челсі»:
- Джон Обі Мікел — 2021
- Віктор Мозес — 2013

Переможці Ліги націй КОНКАКАФ
Наступні футболісти ставали переможці Ліги націй КОНКАКАФ, бувши гравцями «Челсі»:
- Крістіан Пулишич — 2021

Володарі Кубка конфедерацій
Наступні футболісти ставали володарями Кубка конфедерацій, бувши гравцями «Челсі»:
- Марсель Десаї — 2001, 2003
- Франк Лебеф — 2001
- Вільям Галлас — 2003
- Роберт Гут — 2005
- Давід Луїс — 2013
- Оскар — 2013

Чемпіони Олімпійських ігор
Наступні футболісти ставали чемпіонами Олімпійських ігор, бувши гравцями «Челсі»:
- Вівіан Вудворд — 1912

Відомі гравці:
| - Вільям Фулк (1905—1907) - Джиммі Віндрідж (1905—1911) - Джордж Гілсдон (1906—1912) - Вів'єн Вудворд (1909—1915) - Джек Гарроу (1911—1926) - Нільс Мідделбо (1913—1923) - Джек Кок (1919—1923) - Ендрю Вілсон (1923—1931) - Томмі Ло (1925—1939) - Джордж Міллз (1929—1943) - Г'ю Галлахер (1930—1934) - Вік Вудлі (1931—1945) - Дік Спенс (1934—1948) - Томмі Лоутон (1945—1947) - Томмі Вокер (1946—1948) - , Кен Армстронг (1946—1957) - Рой Бентлі (1948—1956) - Ерік Парсонс (1950—1956) - Джонні Макнікол (1952—1958) - Пітер Сіллетт (1953—1962) - Френк Бланстоун (1953—1964) - Джиммі Грівз (1957—1961) - Боббі Тамблінг (1959—1970) - Террі Венейблз (1960—1966) - Пітер Бонетті (1960—1975, 1976—1979) | - Рон Гарріс (1960—1980) - Едді Маккріді (1962—1973) - Джон Голлінз (1963—1975, 1983—1984) - Пітер Осгуд (1964—1974, 1978—1979) - Чарлі Кук (1966—1972, 1974—1978) - Девід Вебб (1968—1974) - Ян Гатчінсон (1968—1976) - Алан Гадсон (1969—1974, 1983—1984) - Рей Вілкінс (1973—1979) - Клайв Вокер (1976—1984) - Джон Бамстед (1978—1991) - Колін Пейтс (1979—1988) - Пол Кановіль (1981—1986) - Девід Спіді (1982—1987) - Пет Невін (1983—1988) - Едді Недзвецькі (1983—1988) - Керрі Діксон (1983—1992) - Стів Кларк (1987—1998) - Грем Ле Со (1989—1993, 1997—2003) - Едді Ньютон (1990—1999) - Денніс Вайз (1990—2001) - Рууд Гулліт (1995—1998) - Марк Г'юз (1995—1998) - Дан Петреску (1995—2000) - Джанлука Віаллі (1996—1999) | - Франк Лебеф (1996—2001) - Роберто Ді Маттео (1996—2002) - Джанфранко Дзола (1996—2003) - Туре Андре Флу (1997—2000) - Густаво Поєт (1997—2001) - Ед де Гуй (1997—2003) - Марсель Десаї (1998—2004) - Джон Террі (1998—2017) - Карло Кудічіні (1999—2009) - Джиммі Флойд Гассельбайнк (2000—2004) - Ейдур Ґудьйонсен (2000—2006) - Френк Лемпард (2001—2014) - Клод Макелеле (2003—2008) - Джо Коул (2003—2010) - Ар'єн Роббен (2004—2007) - Рікарду Карвалью (2004—2010) - Дідьє Дрогба (2004—2012) - Паулу Феррейра (2004—2013) - Петр Чех (2004—2015) - Андрій Шевченко (2006—2009) - Ешлі Коул (2006—2014) - Джон Обі Мікел (2006—2017) - Бранислав Іванович (2008—2017) - Гарі Кегілл (2012—2019) - Еден Азар (2012—2019) |